# Leptorhabdos parviflora
Leptorhabdos parviflora är en snyltrotsväxtart som först beskrevs av George Bentham, och fick sitt nu gällande namn av George Bentham. Leptorhabdos parviflora ingår i släktet Leptorhabdos och familjen snyltrotsväxter. Inga underarter finns listade i Catalogue of Life.